# Paulo Fonseca
Paulo Alexandre Rodrigues Fonseca, född 5 mars 1973, är en portugisisk fotbollstränare och före detta spelare. Under sin karriär spelade han främst som central mittfältare, men hade dock en ganska rörlig roll i sina klubbar.
Fonseca har varit mer framgångsrik som tränare än som spelare. De största framgångarna som tränare har han uppnått med det ukrainska laget Sjachtar från Donetsk, med vilka han bland annat vunnit den ukrainska högsta ligan i fotboll. Han är sedan 2024 huvudtränare i AC Milan.